# Benjamin Briggs Goodrich
Benjamin Briggs Goodrich (* 24. Februar 1799 im Brunswick County, Virginia; † 16. November 1860 im Grimes County, Texas) war ein US-amerikanischer Arzt und Politiker.

## Werdegang
Über Benjamin Briggs Goodrich ist nicht viel bekannt. Er wurde in Virginia geboren. Die Familie zog dann nach Tennessee. Goodrich ging von dort nach Maryland, wo er eine medizinische Hochschule in Baltimore besuchte und nach seinem Abschluss als Arzt tätig war. In den Folgejahren praktizierte er in Vicksburg (Mississippi), Tuscaloosa (Alabama), Tallahassee (Florida) und zuletzt wieder in Alabama, wo er eine Amtszeit im Repräsentantenhaus von Alabama saß. Goodrich und sein jüngerer Bruder, John C. Goodrich (1809–1836), welcher bei der Schlacht von Alamo fiel, erreichten am 30. April 1834 Texas. Am 16. Dezember 1835 erwarb Goodrich in Washington ein Stück Land, was damals noch Teil von Mexiko war. Als einer von vier Abgeordneten der Stadt Washington nahm er an der Konvention von 1836 teil, wo er die Unabhängigkeitserklärung von Texas mitunterzeichnete. Während der Konvention hielt er von jedem Delegierten sein Alter, Geburtsort und den Namen des Staates fest, aus welchem dieser nach Texas einwanderte. Die Folgejahre waren von der Wirtschaftskrise von 1837 und dem Mexikanisch-Amerikanischen Krieg überschattet. Während dieser Zeit saß er eine Zeit lang im Kongress der Republik Texas.
Goodrich heiratete Serena Crothers (1807–1884), welche in Kentucky geboren wurde. Das Paar bekam neun Kinder, darunter den Treasurer vom Cochise County Ben Goodrich und der Attorney General vom Arizona-Territorium Briggs Goodrich. Irgendwann nach 1836 ließ er sich auf einer Farm in der Nähe von Anderson (Grimes County) nieder. Nach seinem Tod 1860 wurde er auf dem Odd Fellows Cemetery in Anderson beigesetzt. Der Bundesstaat Texas ließ an den Gräbern von ihm und seiner Frau 1932 ein Denkmal aufstellen.